# 條紋瞳麗魚
條紋瞳麗魚，為輻鰭魚綱鱸形目隆頭魚亞目慈鯛科的其中一種，分布於非洲馬拉威湖流域，體長可達19公分，棲息在沿岸淺水域，生活習性不明，可作為觀賞魚。